# تجاوز (آلبوم)
«تجاوز» (به انگلیسی: Trespassing) یک آلبوم از آدام لمبرت است که در ۱۴ مه ۲۰۱۲ منتشر شد.